# Montclus (Gard)
Montclus ist eine französische Gemeinde mit 177 Einwohnern (Stand 1. Januar 2022) im Département Gard in der Region Okzitanien. Montclus ist Mitglied der Vereinigung der schönsten Dörfer Frankreichs.

## Geografie
Montclus liegt 19 km nordwestlich von Bagnols-sur-Cèze im Tal der Cèze an der Gorges du Cèze (Schlucht der Cèze).

## Geschichte
1957 wurden bei Ausgrabungen auf dem Gemeindegebiet in einer Schichtung, die von 8000 bis 2000 v. Chr. reicht, Beweise für die Besiedelung durch sesshafte Fischer seit der Steinzeit gefunden.
Im 13. Jahrhundert wird Montclus zum ersten Mal urkundlich erwähnt. 1263 wird die Abtei Mons Serratus im Weiler Les Beaumes gegründet. Es existieren noch Ruinen der Abtei, die von den Templern als Kapelle genutzt wurde.
1275 wurde Montclus als Castrum Montecluso bezeichnet. Namensgebend war die Position des Ortes auf einem Hügel umgeben von Bergen (lateinisch mons clusus bedeutet etwa „eingeschlossener Berg“).
Im gleichen Jahr wurde eine Burg erbaut, deren quadratischer Donjon noch erhalten ist. Er befindet sich heute im Privatbesitz und wurde 1977 als Monument historique (historisches Denkmal) klassifiziert.

### Bevölkerungsentwicklung
| Jahr                       | 1962 | 1968 | 1975 | 1982 | 1990 | 1999 | 2009 | 2017 |
| -------------------------- | ---- | ---- | ---- | ---- | ---- | ---- | ---- | ---- |
| Einwohner                  | 156  | 124  | 115  | 139  | 135  | 134  | 146  | 206  |
| Quellen: Cassini und INSEE |      |      |      |      |      |      |      |      |

Neben der Einwohnern mit Hauptwohnsitz in Montclus gibt es auch solche in Ferienhäusern, die als sogenannte Résidence secondaire dienen.

## Wirtschaft
Wichtige Erwerbszweige der Montclusiens sind Weinbau, Anbau und Destillation von Lavendel, die Zucht von Hausschafen sowie der Tourismus.